# Арталан Суен
Арталан Суен (фр. Artalens-Souin) насеље је и општина у јужној Француској у региону Миди Пирене, у департману Горњи Пиринеји која припада префектури Аржеле Газо.
По подацима из 2011. године у општини је живело 116 становника, а густина насељености је износила 29,74 становника/km². Општина се простире на површини од 3,9 km². Налази се на средњој надморској висини од 186 метара (максималној 1.350 m, а минималној 634 m).

## Демографија
| 1962. | 1968. | 1975. | 1982. | 1990. | 1999. | 2011. |
| ----- | ----- | ----- | ----- | ----- | ----- | ----- |
| 132   | 135   | 122   | 115   | 120   | 110   | 116   |

График промене броја становника у току последњих година